# Wyspy Chorwacji o powierzchni poniżej 1 km²

## Wyspy o powierzchni poniżej 1 km²
Wykaz obejmuje 524 małe wyspy, których powierzchnia wynosi od 0,01 do 1,0 km² (od 1 do 100 ha)

### Wyspy o powierzchni powyżej 50 ha
- Badija: pow. 97,08 ha; linia brzegowa 4158 m; najwyższe wzniesienie 74 m n.p.m.; niezamieszkana; 42°57′20″N 17°09′40″E/42,955556 17,161111
- Sveti Petar: 95,64 ha; 5697 m; 62 m n.p.m.; niezamieszkana; 44°28′02″N 14°33′30″E/44,467222 14,558333
- Žižanj: 92,75 ha; 4510 m; 48 m n.p.m.; niezamieszkana; 43°52′56″N 15°25′26″E/43,882222 15,423889
- Olipa: 90,28 ha; 4987 m; 206 m n.p.m.; niezamieszkana; 42°45′50″N 17°46′30″E/42,763889 17,775000
- Škulj: 88,34 ha; 5036 m; 145 m n.p.m.; niezamieszkana; 43°43′28″N 15°27′08″E/43,724444 15,452222
- Gangaro: 79,34 ha; 4649 m; 26 m n.p.m.; niezamieszkana; 43°52′01″N 15°26′04″E/43,866944 15,434444
- Babac: 78,72 ha; 4599 m; 31 m n.p.m.; niezamieszkana; 43°57′23″N 15°24′08″E/43,956389 15,402222
- Koludarc: 78,37 ha; 4888 m; 53 m n.p.m.; niezamieszkana; 44°32′54″N 14°25′49″E/44,548333 14,430278
- Tramerka: 74,54 ha; 4263 m; 50 m n.p.m.; niezamieszkana; 44°13′30″N 14°46′30″E/44,225000 14,775000
- Kopište: 73,87 ha; 7716 m; 93 m n.p.m.; niezamieszkana; 42°45′30″N 16°43′30″E/42,758333 16,725000
- Sveti Marko: 70,56 ha; 3887 m; Glava 104 m n.p.m.; niezamieszkana; 45°15′21″N 14°33′48″E/45,255833 14,563333
- Lokrum: 69,38 ha; 5058 m; Glavica 94 m n.p.m.; niezamieszkana; 42°38′03″N 18°07′01″E/42,634167 18,116944
- Marinkovac: 68,07 ha; 6340 m; 47 m n.p.m.; niezamieszkana; 43°09′50″N 16°25′22″E/43,163889 16,422778
- Šilo Veliko: 67,37 ha; 3828 m; 64 m n.p.m.; niezamieszkana; 43°51′20″N 15°13′33″E/43,855556 15,225833
- Proizd: 63,20 ha; 4908 m; 23 m n.p.m.; niezamieszkana; 42°59′08″N 16°37′02″E/42,985556 16,617222
- Češvinica: 61,91 ha; 4706 m; 46 m n.p.m.; niezamieszkana; 42°46′13″N 16°58′43″E/42,770278 16,978611
- Stipanska: 61,88 ha; 3377 m; 68 m n.p.m.; niezamieszkana; 43°24′18″N 16°10′20″E/43,405000 16,172222
- Murvenjak: 60,96 ha; 4709 m; 64 m n.p.m.; niezamieszkana; 43°50′00″N 15°30′42″E/43,833333 15,511667
- Lunga (Kornat): 60,90 ha; 4375 m; 73 m n.p.m.; niezamieszkana; 43°43′56″N 15°25′05″E/43,732222 15,418056
- Male Srakane: 60,55 ha; 3918 m; 30 m n.p.m.; 2 osoby (2007); 3,3 os./km²; 44°33′50″N 14°19′40″E/44,563889 14,327778
- Košara: 57,97 ha; 4076 m; 82 m n.p.m.; niezamieszkana; 43°53′13″N 15°24′02″E/43,886944 15,400556
- Obonjan: 55,04 ha; 3786 m; 56 m n.p.m.; niezamieszkana; 43°41′07″N 15°47′06″E/43,685278 15,785000
- Radelj: 54,04 ha; 3420 m; 66 m n.p.m.; niezamieszkana; 43°50′33″N 15°34′01″E/43,842500 15,566944
- Zečevo (Pag): 53,63 ha; 3692 m; 26 m n.p.m.; niezamieszkana; 44°17′40″N 15°12′03″E/44,294444 15,200833
- Kobrava: 52,08 ha; 5453 m; 88 m n.p.m.; niezamieszkana; 42°47′23″N 17°25′01″E/42,789722 17,416944

### Wyspy o powierzchni powyżej 30 ha
- Kručica: pow. 47,43 ha; linia brzegowa 3208 m; najwyższe wzniesienie 69 m n.p.m.; niezamieszkana; 42°45′46″N 16°58′03″E/42,762778 16,967500
- Arkanđel: 47,40 ha; 3352 m; 79 m n.p.m.; niezamieszkana; 43°28′28″N 16°01′38″E/43,474444 16,027222
- Kurba Mala: 42,33 ha; 3857 m; 54 m n.p.m.; niezamieszkana; 43°55′23″N 15°15′42″E/43,923056 15,261667
- Saplun: 41,46 ha; 3224 m; 40 m n.p.m.; niezamieszkana; 42°46′45″N 16°59′17″E/42,779167 16,988056
- Glamoč: 41,26 ha; 3076 m; 53 m n.p.m.; niezamieszkana; 43°54′05″N 15°15′02″E/43,901389 15,250556
- Mana: 40,91 ha; 4590 m; 77 m n.p.m.; niezamieszkana; 43°48′09″N 15°16′02″E/43,802500 15,267222
- Oruda: 40,56 ha; 3018 m; 14 m n.p.m.; niezamieszkana; 44°33′12″N 14°34′42″E/44,553333 14,578333
- Zvirinovik: 40,48 ha; 4211 m; 56 m n.p.m.; niezamieszkana; 42°54′43″N 16°43′34″E/42,911944 16,726111
- Krknata: 39,17 ha; 3444 m; 17 m n.p.m.; niezamieszkana; 43°58′07″N 15°08′17″E/43,968611 15,138056
- Orud: 38,98 ha; 2650 m; 29 m n.p.m.; niezamieszkana; 43°25′10″N 16°07′25″E/43,419444 16,123611
- Arta Mala: 38,90 ha; 2967 m; 78 m n.p.m.; niezamieszkana; 43°51′20″N 15°33′43″E/43,855556 15,561944
- Logorun: 38,70 ha; 4023 m; 45 m n.p.m.; niezamieszkana; 43°44′46″N 15°44′54″E/43,746111 15,748333
- Aba Donja: 38,56 ha; 3740 m; 56 m n.p.m.; niezamieszkana; 43°51′53″N 15°12′46″E/43,864722 15,212778
- Knežak: 35,85 ha; 2361 m; 63 m n.p.m.; niezamieszkana; 44°02′30″N 15°08′01″E/44,041667 15,133611
- Oključ: 35,78 ha; 3803 m; 68 m n.p.m.; niezamieszkana; 43°41′48″N 15°28′22″E/43,696667 15,472778
- Krapanj: 35,61 ha; 3620 m; 7 m n.p.m.; 237 osób (2001); 665,5 os./km²; 1,5 m n.p.m.; 43°40′20″N 15°54′50″E/43,672222 15,913889
- Maslinovik: 35,12 ha; 2739 m; 37 m n.p.m.; dł. 1,1 km; szer. 350 m; niezamieszkana; 43°34′16″N 15°54′00″E/43,571111 15,900000
- Mišjak Veli: 34,87 ha; 2658 m; 62 m n.p.m.; niezamieszkana; 43°40′17″N 15°44′22″E/43,671389 15,739444
- Tetovišnjak Veliki: 34,80 ha; 2147 m; 72 m n.p.m.; niezamieszkana; 43°43′30″N 15°35′39″E/43,725000 15,594167
- Kasela: 34,50 ha; 3541 m; 61 m n.p.m.; niezamieszkana; 43°44′40″N 15°23′26″E/43,744444 15,390556
- Lupac: 33,63 ha; 2239 m; 59 m n.p.m.; niezamieszkana; 43°43′10″N 15°48′35″E/43,719444 15,809722
- Male Orjule: 33,58 ha; 4226 m; 11 m n.p.m.; niezamieszkana; 44°29′40″N 14°33′56″E/44,494444 14,565556
- Gangarol: 33,21 ha; 3210 m; 36 m n.p.m.; niezamieszkana; 43°54′07″N 15°20′30″E/43,901944 15,341667
- Ošljak: 33,16 ha; 2406 m; 90 m n.p.m.; 18 osób (2001); 54,3 os./km²; 44°04′26″N 15°12′18″E/44,073889 15,205000 (najmniejsza spośród zamieszkałych wysp Chorwacji)
- Trstenik: 33,02 ha; 4413 m; 10 m n.p.m.; 44°40′17″N 14°34′39″E/44,671389 14,577500
- Mišjak Mali: 32,04 ha; 2454 m; 36 m n.p.m.; 43°40′11″N 15°45′32″E/43,669722 15,758889
- Šćitna: 31,79 ha; 2563 m; 46 m n.p.m.; 43°54′43″N 15°19′30″E/43,911944 15,325000
- Veliki Budikovac: 31,67 ha; 3460 m; 35 m n.p.m.; 43°01′40″N 16°14′30″E/43,027778 16,241667
- Kameni Žakan: 31,51 ha; 2791 m; 33 m n.p.m.; 43°43′17″N 15°26′14″E/43,721389 15,437222
- Drvenik (Zlarin): 30,95 ha; 2434 m; 52 m n.p.m.; 43°40′08″N 15°52′47″E/43,668889 15,879722

### Wyspy o powierzchni powyżej 20 ha
- Ravni Žakan: pow. 29,93 ha; linia brzegowa 2970 m; najwyższe wzniesienie 38 m n.p.m.; 43°43′43″N 15°26′01″E/43,728611 15,433611
- Dobri Otok: 29,73 ha; 2791 m; 52 m n.p.m.; 43°09′15″N 16°21′38″E/43,154167 16,360556
- Ruda: 29,59 ha; 2369 m; 81 m n.p.m.; 42°42′25″N 17°55′41″E/42,706944 17,928056
- Stomorina: 29,47 ha; 3165 m; 57 m n.p.m.; 42°46′43″N 16°57′52″E/42,778611 16,964444
- Luški Otok: 29,38 ha; 3101 m; 65 m n.p.m.; 43°59′36″N 15°05′20″E/43,993333 15,088889
- Gustac (Lavsa): 29,27 ha; 2242 m; 45 m n.p.m.; 43°52′22″N 15°20′05″E/43,872778 15,334722
- Palagruža: 28,55 ha; dł. 1,3 km; szer. do 350 m; 3681 m; 90 m n.p.m.; 42°23′05″N 16°15′16″E/42,384722 16,254444
- Gustac (Kornat): 28,42 ha; 2306 m; 45 m n.p.m.; 43°46′41″N 15°20′43″E/43,778056 15,345278
- Vrnik: 28,16 ha; 2300 m; 46 m n.p.m.; 42°56′16″N 17°10′02″E/42,937778 17,167222
- Borovnik (Kornat): 27,92 ha; 2914 m; 56 m n.p.m.; 43°48′45″N 15°15′09″E/43,812500 15,252500
- Trstenik (Hvar): 27,84 ha; 2535 m; 21 m n.p.m.; 42°55′01″N 16°40′26″E/42,916944 16,673889
- Sveta Fumija: 27,62 ha; 2696 m; 31 m n.p.m.; 43°28′43″N 16°13′59″E/43,478611 16,233056
- Svršata Velika: 26,88 ha; 3104 m; 31 m n.p.m.; 43°51′43″N 15°16′26″E/43,861944 15,273889
- Ravnik: 26,66 ha; 2737 m; 40 m n.p.m.; 43°01′08″N 16°13′34″E/43,018889 16,226111
- Mažirina: 26,58 ha; 2075 m; 50 m n.p.m.; 43°37′44″N 15°44′22″E/43,628889 15,739444
- Dolfin: 25,97 ha; 2025 m; 23 m n.p.m.; 44°41′38″N 14°41′08″E/44,693889 14,685556
- Rašip Veliki: 25,83 ha; 3816 m; 64 m n.p.m.; 43°46′44″N 15°18′01″E/43,778889 15,300278
- Veli Vodnjak: 25,27 ha; 2682 m; 45 m n.p.m.; 43°10′29″N 16°18′52″E/43,174722 16,314444
- Tajan (Pelješac): 25,10 ha; 2230 m; 61 m n.p.m.; 42°55′30″N 17°30′06″E/42,925000 17,501667
- Oblik (Zlarin): 24,91 ha; 1991 m; 66 m n.p.m.; 43°39′16″N 15°53′39″E/43,654444 15,894167
- Gominjak: 24,41 ha; 3000 m; 63 m n.p.m.; 43°43′30″N 15°24′27″E/43,725000 15,407500
- Žutska Aba: 23,87 ha; 2025 m; 77 m n.p.m.; 43°49′50″N 15°22′01″E/43,830556 15,366944
- Borovnjak Veliki: 23,40 ha; 1809 m; 26 m n.p.m.; 43°42′10″N 15°39′47″E/43,702778 15,663056
- Moračnik: 23,38 ha; 2727 m; 75 m n.p.m.; 42°47′48″N 17°24′02″E/42,796667 17,400556
- Balkun: 23,37 ha; 1740 m; 55 m n.p.m.; 43°23′43″N 16°11′43″E/43,395278 16,195278
- Pomeštak: 23,36 ha; 2671 m; 45 m n.p.m.; 42°47′42″N 17°20′30″E/42,795000 17,341667
- Planjak (Korčula): 23,22 ha; 1972 m; 52 m n.p.m.; 42°56′52″N 17°10′00″E/42,947778 17,166667
- Zminjak: 22,91 ha; dł. 850 m; szer. 590 m; 2498 m; 33 m n.p.m.; 43°50′29″N 15°34′43″E/43,841389 15,578611
- Gornja Aba: 22,53 ha; 2037 m; 75 m n.p.m.; 43°53′27″N 15°14′00″E/43,890833 15,233333
- Tmara: 21,49 ha; dł. 800 m; szer. 300 m; linia brzegowa 2297 m; 32 m n.p.m.; 43°37′50″N 15°54′08″E/43,630556 15,902222
- Ošjak: 21,29 ha; 1961 m; 62 m n.p.m.; 42°57′42″N 16°40′50″E/42,961667 16,680556
- Sestrica Vela: 21,17 ha; 1718 m; 63 m n.p.m.; 43°40′43″N 15°47′40″E/43,678611 15,794444
- Kozjak: 20,95 ha; 1771 m; 38 m n.p.m.; 44°28′48″N 14°32′30″E/44,480000 14,541667
- Jerolim: 20,71 ha; 2368 m; 22 m n.p.m.; 43°09′38″N 16°26′01″E/43,160556 16,433611
- Veli Pržnjak: 20,43 ha: 2258 m; 25 m n.p.m.; 42°54′16″N 16°41′43″E/42,904444 16,695278
- Veli Otok: 20,20 ha: 1995 m; 42 m n.p.m.; 44°04′50″N 15°03′10″E/44,080556 15,052778
- Utra: 20,18 ha; 1757 m; 48 m n.p.m.; 44°05′32″N 14°59′23″E/44,092222 14,989722
- Morovnik: 20,13 ha; 1824 m; 7 m n.p.m.; 44°26′01″N 14°44′06″E/44,433611 14,735000

### Wyspy o powierzchni powyżej 15 ha
- Gustac (Žut): pow. 19,83 ha; linia brzegowa 1784 m; najwyższe wzniesienie 45 m n.p.m.; 43°52′22″N 15°20′05″E/43,872778 15,334722
- Mrkan: 19,69 ha; 3262 m; 65 m n.p.m.; 42°34′25″N 18°11′46″E/42,573611 18,196111
- Krasnica (Vanga): 19,38 ha; 2695 m; 8 m n.p.m.; 44°54′49″N 13°43′40″E/44,913611 13,727778
- Veruda: 19,22 ha; 1881 m; 18 m n.p.m.; 44°49′52″N 13°50′26″E/44,831111 13,840556
- Bršćak: 18,94 ha; 2074 m; 37 m n.p.m.; 44°10′54″N 14°51′19″E/44,181667 14,855278
- Vinik Veliki: 18,86 ha; 1666 m; 22 m n.p.m.; 43°50′07″N 15°34′54″E/43,835278 15,581667
- Velika Sestrica: 18,75 ha; 1854 m; 42°56′46″N 17°12′26″E/42,946111 17,207222
- Ceja: 18,34 ha; 1643 m; 22 m n.p.m.; 44°47′15″N 13°56′01″E/44,787500 13,933611
- Veliki Brušnjak: 18,18 ha; 1593 m; 19 m n.p.m.; 44°23′52″N 14°59′36″E/44,397778 14,993333
- Bratin: 17,47 ha; 1949 m; 79 m n.p.m.; 42°44′54″N 16°47′52″E/42,748333 16,797778
- Smokvica Vela: 17,32 ha; 2004 m; 44 m n.p.m.; 43°30′54″N 15°56′22″E/43,515000 15,939444
- Obun: 17,07 ha; 1658 m; 19 m n.p.m.; 43°51′09″N 15°27′31″E/43,852500 15,458611
- Veli Školj (Ugljan): 17,02 ha; 1571 m; 55 m n.p.m.; 44°01′50″N 15°12′39″E/44,030556 15,210833
- Velika Dajna: 17,01 ha; 1847 m; 46 m n.p.m.; 43°48′43″N 15°21′43″E/43,811944 15,361944
- Fenera: 17,00 ha; 1704 m; 8 m n.p.m.; 44°46′30″N 13°56′44″E/44,775000 13,945556
- Borovac (wschód): 16,75 ha; 1882 m; 46 m n.p.m.; 43°09′40″N 16°24′37″E/43,161111 16,410278
- Balabra Velika: 16,73 ha; 2225 m; 36 m n.p.m.; 43°56′22″N 15°16′30″E/43,939444 15,275000
- Brušnjak (Sit): 16,54 ha; 1987 m; 38 m n.p.m.; 43°55′33″N 15°16′52″E/43,925833 15,281111
- Veli Školj (Molunat): 16,46 ha; 1834 m; 41 m n.p.m.; 42°26′36″N 18°25′52″E/42,443333 18,431111
- Lutrošnjak (Strošnjak): 16,35 ha; 1474 m; 19 m n.p.m.; 44°21′50″N 14°34′30″E/44,363889 14,575000
- Sestrica Mala: 16,30 ha; 1472 m; 46 m n.p.m.; 43°40′04″N 15°48′38″E/43,667778 15,810556
- Sridnjak: 15,97 ha; 1872 m; 60 m n.p.m.; 42°53′45″N 16°48′21″E/42,895833 16,805833
- Rašip Mali: 15,82 ha; 1890 m; 56 m n.p.m.; 43°47′26″N 15°17′19″E/43,790556 15,288611
- Tramerčica: 15,78 ha; 1493 m; 41 m n.p.m.; 44°13′15″N 14°47′38″E/44,220833 14,793889
- Krbela Vela: 15,61 ha; 2169 m; 18 m n.p.m.; 43°39′36″N 15°54′36″E/43,660000 15,910000
- Majsan: 15,28 ha; 1736 m; 35 m n.p.m.; 42°57′38″N 17°11′28″E/42,960556 17,191111
- Komornik: 15,15 ha; 1590 m; 19 m n.p.m.; 43°58′04″N 15°23′34″E/43,967778 15,392778
- Panitula Velika: 15,07 ha; 2447 m; 36 m n.p.m.; 43°45′35″N 15°20′30″E/43,759722 15,341667

### Wyspy o powierzchni powyżej 12 ha
- Veliki Sikavac: pow. 14,78 ha; linia brzegowa 1761 m; najwyższe wzniesienie 22 m n.p.m.; 44°18′15″N 15°13′39″E/44,304167 15,227500
- Crveni Otok (Sveti Andrija): 14,42 ha; 2002 m; 30 m n.p.m.; 42°38′50″N 17°57′02″E/42,647222 17,950556
- Idula: 14,24 ha; 1405 m; 25 m n.p.m.; 44°09′50″N 15°03′22″E/44,163889 15,056111
- Bavljenac: 14,03 ha; 1431 m; 39 m n.p.m.; 43°42′10″N 15°43′34″E/43,702778 15,726111
- Sridnji Otok: 14,02 ha; 1800 m; 33 m n.p.m.; 44°04′15″N 15°03′45″E/44,070833 15,062500
- Južni greben: 13,89 ha; 2174 m; 38 m n.p.m.; 44°19′07″N 14°42′43″E/44,318611 14,711944
- Jaz: 13,696 ha; 1568 m; 44 m n.p.m.; 43°32′10″N 15°55′34″E/43,536111 15,926111
- Vrhovnjak: 13,695 ha; 2065 m; 23 m n.p.m.; 42°53′42″N 16°48′57″E/42,895000 16,815833
- Maman: 13,65 ha; 2135 m; 35 m n.p.m.; 44°48′44″N 14°41′38″E/44,812222 14,693889
- Zapadni greben: 13,566 ha; 2074 m; 48 m n.p.m.; 44°19′48″N 14°41′44″E/44,330000 14,695556
- Mali Sikavac: 13,563 ha; 1761 m; 13 m n.p.m.; 44°17′57″N 15°14′01″E/44,299167 15,233611
- Garmenjak Veli: 13,31 ha; 1348 m; 56 m n.p.m.; 43°42′18″N 15°27′30″E/43,705000 15,458333
- Galešnjak: 13,25 ha; 1545 m; 36 m n.p.m.; 43°58′41″N 15°23′01″E/43,978056 15,383611
- Vlašnik: 12,69 ha; 1516 m; 89 m n.p.m.; 42°45′20″N 16°48′02″E/42,755556 16,800556
- Sveti Jerolim: 12,60 ha; dł. 560 m; 1554 m; 18 m n.p.m.; 44°53′57″N 13°47′16″E/44,899167 13,787778
- Bodulaš: 12,46 ha; 1424 m; 7 m n.p.m.; 44°47′38″N 13°56′54″E/44,793889 13,948333
- Sveti Nikola: 12,43 ha; 2105 m; 45°13′27″N 13°35′10″E/45,224167 13,586111
- Sveta Katarina: 12,42 ha; 1825 m; 23 m n.p.m.; 45°04′42″N 13°37′39″E/45,078333 13,627500
- Velika Kotula: 12,37 ha; 1582 m; 12 m n.p.m.; 43°52′11″N 15°27′10″E/43,869722 15,452778
- Dražemanski Veliki: 12,34 ha; 1394 m; 40 m n.p.m.; 43°45′27″N 15°40′42″E/43,757500 15,678333
- Uljanik: 12,32 ha; 1969 m; 44°52′30″N 13°50′14″E/44,875000 13,837222
- Tun Mali: 12,26 ha; 1613 m; 46 m n.p.m.; 44°11′46″N 14°53′52″E/44,196111 14,897778
- Skala Velika: 12,24 ha; 1586 m; 20 m n.p.m.; 43°54′59″N 15°15′36″E/43,916389 15,260000
- Dubovac: 12,01 ha; 1310 m; 45 m n.p.m.; 42°55′36″N 17°28′30″E/42,926667 17,475000

### Wyspy o powierzchni powyżej 10 ha
- Koritnjak: pow. 11,95 ha; linia brzegowa 1535 m; najwyższe wzniesienie 49 m n.p.m.; 43°46′55″N 15°20′13″E/43,781944 15,336944
- Vodenjak (Ist): 11,67 ha; 1835 m; 19 m n.p.m.; 44°15′46″N 14°44′04″E/44,262778 14,734444
- Klobučar: 11,58 ha; 1425 m; 82 m n.p.m.; 43°44′31″N 15°22′56″E/43,741944 15,382222
- Muntan: 11,53 ha; 1507 m; 13 m n.p.m.; 43°57′07″N 15°23′30″E/43,951944 15,391667
- Rakitan: 11,52 ha; 1330 m; 30 m n.p.m.; 43°39′38″N 15°53′11″E/43,660556 15,886389
- Zečevo (Hvar): 11,33 ha; 1539 m; 29 m n.p.m.; 43°11′27″N 16°41′38″E/43,190833 16,693889
- Sveti Juraj: 11,24 ha; 1733 m; 45°08′58″N 13°35′40″E/45,149444 13,594444
- Otok (Trogir): 11,21 ha; 1389 m
- Tajan (Jakljan): 11,08 ha; dł. 550 m; szer. 300 m; linia brzegowa 1405 m; 44 m n.p.m.; 42°45′32″N 17°47′47″E/42,758889 17,796389
- Dugo: 11,04 ha; 1502 m; 24 m n.p.m.; 43°38′42″N 15°49′10″E/43,645000 15,819444
- Frašker: 11,01 ha; 1671 m; 18 m n.p.m.; 44°49′17″N 13°50′40″E/44,821389 13,844444
- Borovnjak Mali: 10,68 ha; 1213 m; 28 m n.p.m.; 43°41′54″N 15°40′10″E/43,698333 15,669444
- Buč Veli: 10,66 ha; 1489 m; 42 m n.p.m.; 43°52′46″N 15°14′13″E/43,879444 15,236944
- Ravan: 10,62 ha; 1653 m; 21 m n.p.m.; 43°39′33″N 15°44′22″E/43,659167 15,739444
- Srednja Sestrica (Rivanj): 10,48 ha; 1627 m; 23 m n.p.m.; 44°10′33″N 15°00′04″E/44,175833 15,001111
- Sveti Ivan: 10,27 ha; 1722 m; 22 m n.p.m.; 45°02′51″N 13°37′18″E/45,047500 13,621667
- Čavlin: 10,18 ha; 1249 m; 33 m n.p.m.; 43°44′08″N 15°34′52″E/43,735556 15,581111
- Lucmarinjak: 10,12 ha; 1251 m; 45 m n.p.m.; 43°41′02″N 15°29′04″E/43,683889 15,484444
- Planikovac: 10,08 ha; 1259 m; 27 m n.p.m.; 43°09′41″N 16°24′57″E/43,161389 16,415833
- Mrtovnjak (Kurba Vela): 10,02 ha; 1244 m; 42 m n.p.m.; 43°42′23″N 15°32′08″E/43,706389 15,535556

### Wyspy o powierzchni powyżej 8 ha
- Crkvina: pow. 9,98 ha; dł. 450 m; szer. 400 m; linia brzegowa 1502 m; najwyższe wzniesienie 71 m n.p.m.; 42°45′06″N 17°48′36″E/42,751667 17,810000
- Crklica: 9,92 ha; 1321 m; 42°53′42″N 16°47′50″E/42,895000 16,797222
- Sestrica Vela (Kornat): 9,78 ha; 1378 m; 55 m n.p.m.; 43°51′11″N 15°12′26″E/43,853056 15,207222
- Sutvara: 9,77 ha; 1299 m; 38 m n.p.m.; 42°56′27″N 17°11′33″E/42,940833 17,192500
- Krknjaš Veli: 9,70 ha; 1321 m; 14 m n.p.m.; 43°26′19″N 16°10′34″E/43,438611 16,176111
- Mali Pržnjak: 9,66 ha; 1120 m; 21 m n.p.m.; 42°54′23″N 16°41′18″E/42,906389 16,688333
- Brguljski Otočić: 9,63 ha; 1156 m; 44°13′31″N 14°50′01″E/44,225278 14,833611
- Maškin: 9,58 ha; 1327 m; 45°03′31″N 13°37′28″E/45,058611 13,624444
- Tegina: 9,55 ha; 1146 m; 43°50′08″N 15°35′17″E/43,835556 15,588056
- Obručan Veli: 9,500 ha; 1304 m; 67 m n.p.m.; 43°50′04″N 15°13′30″E/43,834444 15,225000
- Veliki Laganj: 9,495 ha; 1633 m; 7 m n.p.m.; 44°43′07″N 14°39′40″E/44,718611 14,661111
- Bisaga (Kornat): 9,42 ha; 1825 m; 23 m n.p.m.; 43°48′30″N 15°16′59″E/43,808333 15,283056
- Tajnik: 9,39 ha; 1344 m; 58 m n.p.m.; 42°47′30″N 17°23′56″E/42,791667 17,398889
- Grujica: 9,33 ha; 1210 m; 44°24′39″N 14°34′12″E/44,410833 14,570000
- Garmenjak Veliki: 9,29 ha; 1432 m; 42 m n.p.m.; 43°52′13″N 15°10′56″E/43,870278 15,182222
- Svilan: 9,26 ha; 1168 m; 27 m n.p.m.; 43°32′23″N 15°53′15″E/43,539722 15,887500
- Prišnjak Veli: 9,05 ha; 1460 m; 35 m n.p.m.; 43°44′23″N 15°24′08″E/43,739722 15,402222
- Dužac Veli: 9,029 ha; 1370 m; 11 m n.p.m.; 43°56′31″N 15°24′13″E/43,941944 15,403611
- Donji Školj: 9,028 ha; 1110 m; 65 m n.p.m.; 43°55′17″N 15°08′09″E/43,921389 15,135833
- Petrovac: 9,01 ha; 1623 m; 48 m n.p.m.; 42°45′39″N 16°58′09″E/42,760833 16,969167
- Mrtovnjak (Dugi otok): 8,98 ha; 1098 m; 45 m n.p.m.; 44°02′22″N 15°02′21″E/44,039444 15,039167
- Ljutac: 8,95 ha; 1249 m
- Fulija: 8,82 ha; 1231 m; 43 m n.p.m.; 44°01′01″N 15°06′46″E/44,016944 15,112778
- Školjić (Vir): 8,791 ha; 1665 m; 3 m n.p.m.; 44°17′08″N 15°08′19″E/44,285556 15,138611
- Murtar: 8,786 ha; 1399 m; 19 m n.p.m.
- Bisaga (Murter): 8,71 ha; 1619 m; 22 m n.p.m.; 43°46′43″N 15°40′34″E/43,778611 15,676111
- Šipnata: 8,49 ha; 1143 m; 23 m n.p.m.; 43°50′53″N 15°29′05″E/43,848056 15,484722
- Burnji Školj (Greben Školj): 8,44 ha; 1067 m; 56 m n.p.m.; 43°55′20″N 15°08′26″E/43,922222 15,140556
- Mežanj: 8,29 ha; 1151 m; 5 m n.p.m.; 44°05′33″N 14°55′05″E/44,092500 14,918056
- Srednji greben: 8,22 ha; 1324 m; 58 m n.p.m.; 44°19′33″N 14°42′05″E/44,325833 14,701389
- Tomešnjak: 8,16 ha; 1197 m; 21 m n.p.m.; 44°00′42″N 15°09′32″E/44,011667 15,158889
- Ćutin Veli: 8,10 ha; 1684 m; 10 m n.p.m.; 44°43′36″N 14°29′28″E/44,726667 14,491111
- Mišjak: 8,064 ha; 1243 m; szer. 300 m; 44°18′08″N 15°11′08″E/44,302222 15,185556
- Glavat (Mljet): 8,057 ha; 1491 m; 46 m n.p.m.; 42°48′22″N 17°21′34″E/42,806111 17,359444
- Vodenjak (Kornat): 8,053 ha; 1047 m; 44 m n.p.m.; 43°43′47″N 15°23′51″E/43,729722 15,397500
- Tovarnjak (Molat): 8,01 ha; 1548 m; 21 m n.p.m.; 44°14′16″N 14°52′47″E/44,237778 14,879722

### Wyspy o powierzchni powyżej 6 ha
- Planičić: pow. 7,98 ha; linia brzegowa 1476 m; najwyższe wzniesienie 3 m n.p.m.; 44°21′46″N 14°52′29″E/44,362778 14,874722
- Mrtonjak: 7,92 ha; 1080 m; 21 m n.p.m.; 43°57′20″N 15°10′36″E/43,955556 15,176667
- Kluda: 7,84 ha; 1231 m; 50 m n.p.m.; 43°28′36″N 16°10′06″E/43,476667 16,168333
- Kozada: 7,82 ha; dł. 460 m; 1239 m; 9 m n.p.m.; 44°54′09″N 13°47′56″E/44,902500 13,798889
- Ražanac Veli (Istočni Školj): 7,72 ha; 1525 m; 10 m n.p.m.; 44°18′58″N 15°21′09″E/44,316111 15,352500
- Skrižanj Veli: 7,69 ha; 1429 m; 20 m n.p.m.; 43°41′58″N 15°31′21″E/43,699444 15,522500
- Tovarnjak (Žut): 7,56 ha; 1315 m; 29 m n.p.m.; 43°52′42″N 15°20′04″E/43,878333 15,334444
- Smokvenjak: 7,50 ha; 1000 m; 43°50′55″N 15°14′17″E/43,848611 15,238056
- Oblik (Vrgada): 7,39 ha; 1015 m; 26 m n.p.m.; 43°50′21″N 15°30′18″E/43,839167 15,505000
- Kamešnjak Mali: 7,36 ha; 1108 m; 20 m n.p.m.; 43°40′24″N 15°42′01″E/43,673333 15,700278
- Grbavac: 7,33 ha; 1095 m
- Tetovišnjak Mali: 7,27 ha; 1212 m; 31 m n.p.m.; 43°43′10″N 15°36′07″E/43,719444 15,601944
- Košljun: 7,243 ha; średnica 300 m; linia brzegowa 1083 m; 6 m n.p.m.; 45°01′38″N 14°37′04″E/45,027222 14,617778
- Kamešnjak Veli: 7,241 ha; 1311 m; 20 m n.p.m.; 43°40′21″N 15°41′29″E/43,672500 15,691389
- Prčevac: 7,19 ha; 987 m; 33 m n.p.m.; 43°43′23″N 15°41′20″E/43,723056 15,688889
- Glurović: 7,14 ha; 1011 m; 44°03′55″N 15°04′14″E/44,065278 15,070556
- Veli Osir: 7,02 ha; 964 m; 53 m n.p.m.; 44°35′31″N 14°25′13″E/44,591944 14,420278
- Pločica: 7,00 ha; 1941 m; 17 m n.p.m.; 43°01′50″N 16°48′58″E/43,030556 16,816111
- Veli Planatak: 6,92 ha; 1004 m; 44°07′07″N 14°57′01″E/44,118611 14,950278
- Veli Paržanj: 6,83 ha; 1171 m; 23 m n.p.m.; 43°02′11″N 16°15′22″E/43,036389 16,256111
- Levan: 6,80 ha; 1160 m; 11 m n.p.m.; 44°48′01″N 13°59′05″E/44,800278 13,984722
- Koversada: 6,75 ha; 990 m; 12 m n.p.m.; 45°08′05″N 13°35′52″E/45,134722 13,597778
- Maslinjak (Kornat): 6,67 ha; 1022 m; 39 m n.p.m.; 43°48′01″N 15°17′38″E/43,800278 15,293889
- Dvainka: 6,62 ha; 1344 m; 23 m n.p.m.; 43°39′16″N 15°52′43″E/43,654444 15,878611
- Planac: 6,591 ha; 1010 m; 17 m n.p.m.; 43°56′18″N 15°25′34″E/43,938333 15,426111
- Daksa: 6,588 ha; 1398 m; 17 m n.p.m.; 42°40′05″N 18°03′28″E/42,668056 18,057778
- Vela Sestrica (Rovinj): 6,57 ha; 966 m; 9 m n.p.m.; 45°02′04″N 13°40′26″E/45,034444 13,673889
- Dužac (Tetovišnjak Veli): 6,51 ha; 1421 m; 14 m n.p.m.; 43°43′28″N 15°36′58″E/43,724444 15,616111
- Prišnjak (Murter): 6,49 ha; 1009 m; 43°49′35″N 15°33′35″E/43,826389 15,559722
- Golac (Dugi Otok): 6,387 ha; 1038 m; 44°11′19″N 14°50′44″E/44,188611 14,845556
- Bobara: 6,385 ha; 1254 m; 45 m n.p.m.; 42°35′10″N 18°10′34″E/42,586111 18,176111
- Rudula: 6,29 ha; 1002 m; 17 m n.p.m.; 43°23′36″N 16°10′52″E/43,393333 16,181111
- Kozina: 6,27 ha; 1040 m; 26 m n.p.m.; 43°52′08″N 15°29′13″E/43,868889 15,486944
- Gaz: 6,25 ha; 1128 m; 16 m n.p.m.; 44°56′22″N 13°43′06″E/44,939444 13,718333
- Sveta Katarina (Pašman): 6,23 ha; 1227 m; 25 m n.p.m.; 43°55′56″N 15°25′46″E/43,932222 15,429444
- Polebrnjak: 6,18 ha; 946 m; 20 m n.p.m.; 43°24′07″N 16°11′39″E/43,401944 16,194167
- Lovorikovac: 6,14 ha; 1077 m; 22 m n.p.m.; 42°55′41″N 17°29′06″E/42,928056 17,485000
- Dugi Vlašnik: 6,08 ha; 1014 m
- Smokvica: 6,019 ha; średnica 250 m; linia brzegowa 909 m
- Galun: 6,017 ha; 1278 m; 10 m n.p.m.; 44°56′27″N 14°40′29″E/44,940833 14,674722

### Wyspy o powierzchni powyżej 5 ha
- Vinik Mali: pow. 5,98 ha; linia brzegowa 904 m; 43°49′54″N 15°35′06″E/43,831667 15,585000
- Veliki Školj (Mljet): 5,965 ha; 892 m; wysokość 22 m n.p.m.; 42°45′10″N 17°25′01″E/42,752778 17,416944
- Veliki Školj (Grgetov rt): 5,960 ha; 909 m
- Maslinjak (Ist): 5,959 ha; 959 m; 33 m n.p.m.; 44°14′53″N 14°45′15″E/44,248056 14,754167
- Vrsar: 5,89 ha; 946 m; 44°54′06″N 13°44′24″E/44,901667 13,740000
- Garmenjak: 5,85 ha; 873 m; 43°58′21″N 15°21′48″E/43,972500 15,363333
- Obljak (Molat): 5,83 ha; 872 m; 29 m n.p.m.; 44°14′01″N 14°47′04″E/44,233611 14,784444
- Sušica: 5,82 ha; 1237 m; 24 m n.p.m.; 43°49′46″N 15°15′01″E/43,829444 15,250278
- Kraljak: 5,79 ha; 949 m; 14 m n.p.m.; 43°41′01″N 15°44′06″E/43,683611 15,735000
- Jančar: 5,78 ha; 969 m; 20 m n.p.m.; 43°43′11″N 15°25′50″E/43,719722 15,430556
- Gira: 5,63 ha; 895 m; 14 m n.p.m.; 43°49′42″N 15°30′05″E/43,828333 15,501389
- Lukovnik: 5,60 ha; 931 m; 33 m n.p.m.; 43°45′09″N 15°44′31″E/43,752500 15,741944
- Zečevo (Krk): 5,57 ha; 936 m; 12 m n.p.m.; 54°59′46″N 14°50′03″E/54,996111 14,834167
- Magarčić: 5,54 ha; 882 m; 29 m n.p.m.; 44°07′43″N 14°55′39″E/44,128611 14,927500
- Mali Plavnik: 5,50 ha; 1074 m; 23 m n.p.m.; 44°58′33″N 14°32′43″E/44,975833 14,545278
- Sveti Andrija (Pulski zaljev): 5,494 ha; 996 m; 44°52′21″N 13°49′32″E/44,872500 13,825556
- Veli Školj (Pakoštane): 5,490 ha; 877 m; 27 m n.p.m.; 43°54′09″N 15°30′12″E/43,902500 15,503333
- Šilo: 5,39 ha; 903 m; 19 m n.p.m.; 44°08′36″N 14°56′17″E/44,143333 14,938056
- Lavdara Mala: 5,38 ha; 912 m; 29 m n.p.m.; 43°55′03″N 15°13′47″E/43,917500 15,229722
- Škrovada: 5,33 ha; 1240 m; 6 m n.p.m.; 43°37′38″N 15°40′47″E/43,627222 15,679722
- Kraljevac: 5,29 ha; 1012 m; 33 m n.p.m.
- Pinizelić: 5,22 ha; 1041 m; 43°53′23″N 15°15′26″E/43,889722 15,257222
- Brskvenjak: 5,217 ha; 905 m; 33 m n.p.m.; 43°53′25″N 15°14′49″E/43,890278 15,246944
- Balun: 5,206 ha; 921 m; 29 m n.p.m.; 43°48′21″N 15°15′15″E/43,805833 15,254167
- Otočić Greben: 5,169 ha; 1482 m; 32 m n.p.m.; 43°03′11″N 16°16′03″E/43,053056 16,267500
- Mrtovac: 5,168 ha; 1483 m; 36 m n.p.m.; 43°49′33″N 15°13′50″E/43,825833 15,230556
- Galija: 5,15 ha; 849 m; 5 m n.p.m.; 44°55′09″N 13°43′45″E/44,919167 13,729167
- Kosor: 5,08 ha; 1244 m; 13 m n.p.m.; 42°54′10″N 16°45′43″E/42,902778 16,761944
- Lukovac (Mag): 5,04 ha; 1113 m; 27 m n.p.m.; 44°44′03″N 14°51′30″E/44,734167 14,858333
- Hrbošnjak (Murter): 5,020 ha; 844 m; 20 m n.p.m.; 43°46′36″N 15°39′52″E/43,776667 15,664444
- Palacol: 5,017 ha; 1096 m; 6 m n.p.m.; 44°32′34″N 14°35′34″E/44,542778 14,592778

### Wyspy o powierzchni powyżej 4 ha
- Pusti Otočić: pow. 4,99 ha; linia brzegowa 1160 m; 44°54′47″N 13°44′56″E/44,913056 13,748889
- Brusnik: 4,946 ha; 1097 m; dł. 320 m; szer. 205 m; wysokość 23 m n.p.m.; 43°00′24″N 15°48′02″E/43,006667 15,800556
- Maslinovac (Pelješac): 4,939 ha; 824 m; 30 m n.p.m.; 42°55′13″N 17°29′29″E/42,920278 17,491389
- Garmenjak Mali (Kurba Vela): 4,92 ha; 839 m; 29 m n.p.m.; 43°42′30″N 15°27′47″E/43,708333 15,463056
- Lukar: 4,90 ha; 925 m; 8 m n.p.m.; 44°26′09″N 14°59′50″E/44,435833 14,997222
- Borovnik (Murter): 4,864 ha; 860 m; 43°47′10″N 15°39′53″E/43,786111 15,664722
- Zabodaski: 4,859 ha; 810 m; 20 m n.p.m.; 44°33′10″N 14°24′08″E/44,552778 14,402222
- Kamenjak (Premuda): 4,84 ha; 933 m; 20 m n.p.m.; 44°21′20″N 14°34′50″E/44,355556 14,580556
- Galičak: 4,81 ha; 907 m; 30 m n.p.m.; 42°56′13″N 17°28′29″E/42,936944 17,474722
- Hrid Masarine: 4,75 ha; 1708 m; 6 m n.p.m.; 44°20′07″N 14°35′22″E/44,335278 14,589444
- Komorica (Zlarin): 4,72 ha; 852 m; 25 m n.p.m.; 43°39′00″N 15°50′22″E/43,650000 15,839444
- Srednji Vlašnik: 4,647 ha; 919 m; 42°45′46″N 17°06′43″E/42,762778 17,111944
- Krbela Mala: 4,643 ha; 1087 m; 17 m n.p.m.; 43°39′38″N 15°54′13″E/43,660556 15,903611
- Bisage: 4,638 ha; 864 m; 16 m n.p.m.; 44°01′25″N 15°13′07″E/44,023611 15,218611
- Bisače: 4,60 ha; 1067 m; 9 m n.p.m.; 42°56′14″N 17°12′15″E/42,937222 17,204167
- Kormati 2: 4,57 ha; 1366 m; 10 m n.p.m.; 44°56′46″N 14°34′29″E/44,946111 14,574722
- Ražanac Mali (Zapadni Školj): 4,55 ha; 978 m; 8 m n.p.m.; 44°19′03″N 15°20′08″E/44,317500 15,335556
- Prduša Vela: 4,54 ha; 1245 m; 22 m n.p.m.; 43°42′55″N 15°27′00″E/43,715278 15,450000
- Kosmač Veli: 4,47 ha; 803 m; 23 m n.p.m.; 43°28′23″N 16°02′28″E/43,473056 16,041111
- Borovac (Mljet): 4,44 ha; 895 m; 28 m n.p.m.; 42°44′23″N 17°39′01″E/42,739722 17,650278
- Obljak (Mali Brijun): 4,41 ha; 778 m; 7 m n.p.m.; 44°56′20″N 13°43′22″E/44,938889 13,722778
- Kormati 1: 4,38 ha; 1156 m; 44°56′57″N 14°34′06″E/44,949167 14,568333
- Visoki (Cres): 4,33 ha; 868 m; 9 m n.p.m.; 44°46′36″N 14°20′56″E/44,776667 14,348889
- Samograd: 4,30 ha; 850 m; 33 m n.p.m.; 43°41′20″N 15°33′21″E/43,688889 15,555833
- Prišnjak Mali: 4,21 ha; 920 m; 35 m n.p.m.; 43°50′54″N 15°33′30″E/43,848333 15,558333
- Maslinjak 1 (Murter): 4,191 ha; 754 m; 37 m n.p.m.; 43°46′08″N 15°40′47″E/43,768889 15,679722
- Krava: 4,188 ha; 755 m; 43°57′50″N 15°08′47″E/43,963889 15,146389
- Gornji Vlašnik: 4,17 ha; 985 m; 10 m n.p.m.; 42°45′49″N 17°07′01″E/42,763611 17,116944
- Plešćina (Plešćenica): 4,16 ha; 1258 m; 43°48′33″N 15°16′10″E/43,809167 15,269444
- Veli Školj (Mljet): 4,15 ha; 1261 m; 17 m n.p.m.; 42°45′13″N 17°24′02″E/42,753611 17,400556
- Host: 4,14 ha; 910 m; 43°04′33″N 16°12′11″E/43,075833 16,203056
- Mali Brušnjak: 4,087 ha; 805 m; 19 m n.p.m.; 44°23′52″N 14°58′36″E/44,397778 14,976667
- Gubavac (Korčula): 4,086 ha; 972 m; 8 m n.p.m.; 42°55′56″N 17°11′01″E/42,932222 17,183611
- Plitki Kukuljar (Vodnjak): 4,029 ha; 769 m; 43°45′44″N 15°37′25″E/43,762222 15,623611
- Ravna Sika: 4,0248 ha; 742 m; 30 m n.p.m.; 43°44′48″N 15°25′33″E/43,746667 15,425833
- Otočić: 4,0248 ha; 742 m
- Arženjak Veli: 4,017 ha; 821 m; 28 m n.p.m.; 42°47′00″N 16°59′26″E/42,783333 16,990556
- Gojak: 4,010 ha; 834 m; 42°57′25″N 17°12′04″E/42,956944 17,201111
- Obrovanj: 4,000 ha; 751 m; 10 m n.p.m.; 43°50′33″N 15°29′55″E/43,842500 15,498611

### Wyspy o powierzchni powyżej 3 ha
- Tresorka: pow. 3,995 ha; linia brzegowa 771 m; 44°29′40″N 14°32′31″E/44,494444 14,541944
- Otoci Salamun 2: 3,988 ha; 773 m; wysokość 6 m n.p.m.; 45°09′35″N 13°36′08″E/45,159722 13,602222
- Tukošćak: 3,983 ha; 758 m; 29 m n.p.m.; 43°57′46″N 15°10′11″E/43,962778 15,169722
- Paržanj: 3,95 ha; 804 m; dł. 320 m; szer. 140 m; 18 m n.p.m.; 43°10′23″N 16°19′30″E/43,173056 16,325000
- Grmej: 3,89 ha; 723 m; 43°23′47″N 16°11′05″E/43,396389 16,184722
- Kudica: 3,85 ha; 706 m; wysokość 23 m n.p.m.; 44°01′52″N 15°06′12″E/44,031111 15,103333
- Skala Mala: 3,84 ha; 849 m; wysokość 10 m n.p.m.; 43°54′36″N 15°15′52″E/43,910000 15,264444
- Supetar: 3,81 ha; 946 m; wysokość 8 m n.p.m.; 42°35′44″N 18°12′06″E/42,595556 18,201667
- Prećski Školj: 3,79 ha; 810 m; wysokość 43 m n.p.m.; 42°41′52″N 17°41′19″E/42,697778 17,688611
- Črnikovac: 3,78 ha; 791 m; wysokość 17 m n.p.m.; 44°15′19″N 14°45′26″E/44,255278 14,757222
- Lukovac (Hvar): 3,76 ha; 777 m; wysokość 5 m n.p.m.; 43°05′13″N 16°34′23″E/43,086944 16,573056
- Šip: 3,73 ha; 1113 m; 44°25′10″N 14°45′13″E/44,419444 14,753611
- Velika Kneža: 3,72 ha; 745 m; wysokość 18 m n.p.m.; 42°58′50″N 17°03′10″E/42,980556 17,052778
- Otočac: 3,705 ha; 717 m; wysokość 24 m n.p.m.; 42°54′08″N 16°49′52″E/42,902222 16,831111
- Bisaga Velika (Žut): 3,703 ha; 834 m; 43°52′08″N 15°20′23″E/43,868889 15,339722
- Kosmerka: 3,69 ha; 787 m; wysokość 27 m n.p.m.; 43°38′00″N 15°36′32″E/43,633333 15,608889
- Grunj: 3,67 ha; 960 m; wysokość 8 m n.p.m.; 44°54′52″N 13°43′01″E/44,914444 13,716944
- Ovrata: 3,64 ha; 1181 m; wysokość 32 m n.p.m.; 42°47′38″N 17°24′29″E/42,793889 17,408056
- Sveti Andrija: 3,63 ha; 1214 m; długość 425 m; szerokość 100 m; wysokość 23 m n.p.m.; 42°38′46″N 17°57′06″E/42,646111 17,951667
- Pod Kopište: 3,58 ha; 813 m; wysokość 30 m n.p.m.; 42°45′50″N 16°43′28″E/42,763889 16,724444
- Sparušnjak: 3,529 ha; 705 m; wysokość 16 m n.p.m.; 44°08′15″N 14°57′08″E/44,137500 14,952222
- Arženjak Mali: 3,520 ha; 793 m; 42°46′58″N 16°59′12″E/42,782778 16,986667
- Veli Paranak: 3,446 ha; 702 m; wysokość 11 m n.p.m.; 44°07′31″N 15°02′21″E/44,125278 15,039167
- Borovnik (Sit): 3,375 ha; 725 m; 43°55′40″N 15°17′15″E/43,927778 15,287500
- Samunćel: 3,374 ha; 665 m; wysokość 12 m n.p.m.; 44°40′36″N 14°15′19″E/44,676667 14,255278
- Mala Sestrica (Rivanj): 3,373 ha; 733 m; 44°10′18″N 15°00′37″E/44,171667 15,010278
- Košarica (Maslinjak): 3,372 ha; 775 m; wysokość 17 m n.p.m.; 43°53′26″N 15°24′33″E/43,890556 15,409167
- Kamenar: 3,356 ha; 797 m; wysokość 29 m n.p.m.; 43°49′09″N 15°22′28″E/43,819167 15,374444
- Krknjaš Mali: 3,328 ha; 716 m; wysokość 12 m n.p.m.; 43°26′30″N 16°10′41″E/43,441667 16,178056
- Galovac (Školji): 3,326 ha; 736 m; 44°05′08″N 15°11′20″E/44,085556 15,188889
- Pučenjak: 3,322 ha; 670 m; 42°55′44″N 17°29′47″E/42,928889 17,496389
- Goljak: 3,31 ha; 686 m; wysokość 8 m n.p.m.; 42°57′16″N 17°27′24″E/42,954444 17,456667
- Artina: 3,25 ha; 797 m; wysokość 15 m n.p.m.; 43°51′53″N 15°30′07″E/43,864722 15,501944
- Runjava Kotula: 3,24 ha; 714 m; wysokość 10 m n.p.m.; 43°52′10″N 15°27′28″E/43,869444 15,457778
- Mrtovnjak (Maćin Školj): 3,22 ha; 712 m; wysokość 21 m n.p.m.; 44°00′42″N 15°10′31″E/44,011667 15,175278
- Katarina: 3,19 ha; 817 m; 44°52′33″N 13°49′22″E/44,875833 13,822778
- Garmenjak Mali (Dugi otok): 3,135 ha; 703 m; wysokość 18 m n.p.m.; 43°52′27″N 15°10′33″E/43,874167 15,175833
- Obljak (Korčula): 3,131 ha; 645 m; wysokość 43 m n.p.m.; 42°54′16″N 16°45′01″E/42,904444 16,750278
- Panitula Mala: 3,12 ha; 789 m; wysokość 28 m n.p.m.; 43°45′18″N 15°21′08″E/43,755000 15,352222
- Abica: 3,09 ha; 719 m; wysokość 40 m n.p.m.; 43°51′27″N 15°12′41″E/43,857500 15,211389
- Lukovnjak: 3,030 ha; 640 m; średnica prawie 500 m
- Artica: 3,021 ha; 634 m; 43°51′58″N 15°31′37″E/43,866111 15,526944

### Wyspy o powierzchni powyżej 2,5 ha
- Stambedar: pow. 2,995 ha; linia brzegowa 714 m; długość ok. 250 m; szerokość do 150 m; wysokość 31 m n.p.m.; 43°08′44″N 16°22′50″E/43,145556 16,380556
- Lunga: 2,992 ha; 826 m; wysokość 10 m n.p.m.; 45°08′31″N 13°34′59″E/45,141944 13,583056
- Mišnjak (Rab): 2,9829 ha; 799 m; 44°42′17″N 14°51′47″E/44,704722 14,863056
- Školjić Veli: 2,9826 ha; 675 m; 45°09′50″N 14°36′47″E/45,163889 14,613056
- Karantunić: 2,889 ha; 639 m; 44°00′30″N 15°14′23″E/44,008333 15,239722
- Kristović: 2,875 ha; 768 m
- Buč Mali: 2,871 ha; 703 m; wysokość 28 m n.p.m.; 43°52′45″N 15°14′29″E/43,879167 15,241389
- Sestrica Mala (Kornat): 2,869 ha; 627 m; wysokość 31 m n.p.m.; 43°51′01″N 15°12′47″E/43,850278 15,213056
- Figarola: 2,8522 ha; 751 m; wysokość 14 m n.p.m.; 45°05′44″N 13°37′15″E/45,095556 13,620833
- Mali Paranak: 2,8516 ha; 613 m; wysokość 16 m n.p.m.; 44°07′51″N 15°02′15″E/44,130833 15,037500
- Smokvica Mala: 2,82 ha; 658 m; wysokość 24 m n.p.m.; 43°31′08″N 15°56′32″E/43,518889 15,942222
- Galičnjak: 2,80 ha; 651 m; wysokość 27 m n.p.m.; 42°44′28″N 17°38′15″E/42,741111 17,637500
- Strižnjak: 2,78 ha; 613 m; wysokość 6 m n.p.m.; 43°49′10″N 15°16′48″E/43,819444 15,280000
- Žavinac Veli: 2,7721 ha; 675 m; 43°53′31″N 15°31′22″E/43,891944 15,522778
- Mačaknar: 2,7720 ha; 669 m; 43°24′51″N 16°08′05″E/43,414167 16,134722
- Veliki Maslinjak: 2,757 ha; 722 m
- Otoci Lukavci 1: 2,7387 ha; 651 m; wysokość 5 m n.p.m.; 43°05′14″N 16°34′25″E/43,087222 16,573611
- Purara: 2,7380 ha; 850 m; wysokość 30 m n.p.m.; 43°41′51″N 15°26′14″E/43,697500 15,437222
- Dražemanski Mali: 2,69 ha; 607 m; 43°45′42″N 15°40′30″E/43,761667 15,675000
- Mala Palagruža: 2,65 ha; 887 m; wysokość 51 m n.p.m.; 42°23′18″N 16°16′20″E/42,388333 16,272222
- Piščena Vela: 2,61 ha; 767 m; 43°28′25″N 16°10′27″E/43,473611 16,174167
- Dužac Mali: 2,57 ha; 896 m; wysokość 8 m n.p.m.; 43°56′40″N 15°23′57″E/43,944444 15,399167
- Mali Budikovac: 2,557 ha; 622 m; 43°01′31″N 16°14′16″E/43,025278 16,237778
- Prduša Mala: 2,550 ha; 580 m; 43°42′35″N 15°27′09″E/43,709722 15,452500
- Rutnjak: 2,5179 ha; 669 m; wysokość 15 m n.p.m.; 44°03′13″N 15°07′18″E/44,053611 15,121667
- Fraškerić: 2,5169 ha; 610 m; wysokość 7 m n.p.m.; 44°49′26″N 13°50′29″E/44,823889 13,841389
- Bikarijica: 2,5163 ha; 580 m; wysokość 16 m n.p.m.; 43°53′20″N 15°21′06″E/43,888889 15,351667
- Mišnjak (Šipan): 2,5143 ha; 640 m; długość 230 m; szerokość 80–130 m; wysokość 13 m n.p.m.; 42°45′31″N 17°49′53″E/42,758611 17,831389

### Wyspy o powierzchni powyżej 2,0 ha
- Gubavac Veli: pow. 2,480 ha; linia brzegowa 573 m; 43°50′56″N 15°33′08″E/43,848889 15,552222
- Visoki Kukuljar (Babuljak): 2,472 ha; 583 m; wysokość 28 m n.p.m.; 43°45′40″N 15°37′46″E/43,761111 15,629444
- Pohlib: 2,467 ha; 600 m; wysokość 7 m n.p.m.; 44°23′43″N 14°53′36″E/44,395278 14,893333
- Otoci Salamun 1: 2,4587 ha; 590 m
- Fenoliga: 2,4581 ha; 614 m; wysokość 7 m n.p.m.; 44°46′06″N 13°54′07″E/44,768333 13,901944
- Maslinovac (Dugi otok): 2,4545 ha; 568 m; wysokość 24 m n.p.m.; 44°01′01″N 15°06′46″E/44,016944 15,112778
- Kosmeč: 2,411 ha; 567 m; długość 200 m; wysokość 26 m n.p.m.; 42°44′46″N 17°49′24″E/42,746111 17,823333
- Gušteranski: 2,405 ha; 589 m; wysokość 21 m n.p.m.; 43°38′46″N 15°42′48″E/43,646111 15,713333
- Mimonjak: 2,397 ha; 554 m; 43°46′43″N 15°40′56″E/43,778611 15,682222
- Ričul: 2,295 ha; 550 m; 43°58′38″N 15°23′20″E/43,977222 15,388889
- Golubinjak Veli: 2,268 ha; 781 m; wysokość 14 m n.p.m.; 42°45′57″N 16°59′46″E/42,765833 16,996111
- Jabuka: 2,258 ha; 715 m; długość 300 m; szerokość do 100 m; wysokość 97 m n.p.m.; 43°05′25″N 15°27′25″E/43,090278 15,456944
- Merara: 2,2478 ha; 577 m; wysokość 19 m n.p.m.; 43°28′51″N 16°02′03″E/43,480833 16,034167
- Sturag: 2,2473 ha; 615 m; 45°03′07″N 13°37′31″E/45,051944 13,625278
- Tovarnjak (Prišnjak): 2,2229 ha; 691 m; 43°50′20″N 15°14′22″E/43,838889 15,239444
- Lirica: 2,2223 ha; 674 m; 42°52′27″N 17°25′34″E/42,874167 17,426111
- Trumbuja: 2,1830 ha; 531 m; wysokość 11 m n.p.m.
- Rasparašnjak: 2,1828 ha; 558 m; 43°40′56″N 15°35′10″E/43,682222 15,586111
- Borovac (zachód): 2,1666 ha; 736 m
- Mišnjak (Ugljan): 2,1663 ha; 556 m; 44°01′37″N 15°15′56″E/44,026944 15,265556
- Veli Lagan (Lagnići): 2,1640 ha; 689 m; 44°09′57″N 14°48′30″E/44,165833 14,808333
- Mala Sestrica (Rovinj): 2,1601 ha; 567 m; 45°02′10″N 13°40′10″E/45,036111 13,669444
- Prišnjak: 2,1600 ha; 691 m; 43°44′10″N 15°24′22″E/43,736111 15,406111
- Šailovac: 2,157 ha; 648 m; wysokość 27 m n.p.m.; 44°48′37″N 14°42′17″E/44,810278 14,704722
- Gojca: 2,147 ha; 549 m; długość 250 m; szerokość do 150 m; wysokość 10 m n.p.m.; 43°10′04″N 16°24′21″E/43,167778 16,405833
- Vela Dajnica: 2,136 ha; 536 m; wysokość 14 m n.p.m.; 43°48′20″N 15°22′30″E/43,805556 15,375000
- Vlaka: 2,132 ha; 560 m; długość 200 m; szerokość do 150 m; wysokość 15 m n.p.m.; 43°10′10″N 16°21′56″E/43,169444 16,365556
- Šilo Malo (Crnikovac): 2,123 ha; 632 m; 43°50′45″N 15°14′13″E/43,845833 15,236944
- Kamenjak 1 (Korčula): 2,119 ha; 547 m
- Lukovac (Mljet): 2,112 ha; 541 m; 42°42′10″N 17°39′48″E/42,702778 17,663333
- Maslinjak (Žut): 2,0656 ha; 657 m; 43°53′12″N 15°18′33″E/43,886667 15,309167
- Oštrica: 2,0648 ha; 544 m; 43°41′45″N 15°42′52″E/43,695833 15,714444
- Veli Školj (Pelješac): 2,048 ha; 598 m; 42°50′31″N 17°43′24″E/42,841944 17,723333
- Veštar: 2,026 ha; 523 m; wysokość 9 m n.p.m.; 45°02′52″N 13°40′42″E/45,047778 13,678333
- Tajan Veli: 2,013 ha; 699 m; wysokość 21 m n.p.m.; 42°48′58″N 16°59′23″E/42,816111 16,989722

### Wyspy o powierzchni powyżej 1,6 ha
- Pulari: pow. 1,938 ha; linia brzegowa 522 m; 45°03′26″N 13°39′53″E/45,057222 13,664722
- Knežačić: 1,907 ha; 542 m; 44°14′54″N 14°47′17″E/44,248333 14,788056
- Hrbošnjak (Žirje): 1,897 ha; 517 m; wysokość 17 m n.p.m.; 43°38′47″N 15°44′17″E/43,646389 15,738056
- Makarac: 1,885 ha; 575 m; wysokość 26 m n.p.m.; 42°45′37″N 16°49′12″E/42,760278 16,820000
- Galijola(inne języki): 1,882 ha; 768 m; wysokość 4 m n.p.m.; 44°43′45″N 14°10′30″E/44,729167 14,175000
- Premanturski Školjić: 1,873 ha; 524 m; wysokość 11 m n.p.m.; 44°49′09″N 13°54′32″E/44,819167 13,908889
- Lisac: 1,848 ha; 539 m; 44°55′48″N 14°54′59″E/44,930000 14,916389
- Glavat (Lastovo): 1,843 ha; 542 m; wysokość 20 m n.p.m.; 42°45′55″N 17°08′43″E/42,765278 17,145278
- Sovljak: 1,837 ha; 493 m; 43°45′34″N 15°43′13″E/43,759444 15,720278
- Blitvenica: 1,830 ha; 567 m; wysokość 21 m n.p.m.; 43°37′30″N 15°34′28″E/43,625000 15,574444
- Vrtlac (Žirje): 1,8216 ha; 531 m; wysokość 17 m n.p.m.; 43°37′26″N 15°36′30″E/43,623889 15,608333
- Sokol: 1,8215 ha; 535 m; wysokość 11 m n.p.m.; 43°39′52″N 15°47′14″E/43,664444 15,787222
- Stupa: 1,8206 ha; 944 m; 42°53′40″N 16°47′13″E/42,894444 16,786944
- Veli Barjak: 1,812 ha; 582 m; 43°03′15″N 16°02′39″E/43,054167 16,044167
- Trimulić Veli: 1,805 ha; 504 m; wysokość 15 m n.p.m.; 43°54′23″N 15°15′04″E/43,906389 15,251111
- Školjić (Iž): 1,782 ha; 513 m; 44°00′54″N 15°09′13″E/44,015000 15,153611
- Zaklopatica: 1,770 ha; 631 m; 42°46′30″N 16°52′32″E/42,775000 16,875556
- Hrid Kurjak: 1,750 ha; 552 m; 44°24′18″N 14°45′22″E/44,405000 14,756111
- Otoci Lukavci 2: 1,744 ha; 483 m; wysokość 5 m n.p.m.; 43°04′59″N 16°34′52″E/43,083056 16,581111
- Visovac: 1,738 ha; 478 m; wymiary: owal 170 × 120 m; 43°51′40″N 15°58′24″E/43,861111 15,973333
- Bisaga Vela (Pašman): 1,712 ha; 497 m; wysokość 17 m n.p.m.; 43°58′56″N 15°22′49″E/43,982222 15,380278
- Duga: 1,708 ha; 500 m; 43°11′47″N 16°24′22″E/43,196389 16,406111
- Hrid Pregaznik: 1,677 ha; 548 m; 44°46′40″N 14°18′10″E/44,777778 14,302778
- Sveta Marija: 1,674 ha; 484 m; długość 200 m; szerokość 120 m; 42°46′08″N 17°21′36″E/42,768889 17,360000
- Pokonji Dol: 1,670 ha; 466 m; długość 160 m; szerokość 130 m; wysokość 11 m n.p.m.; 43°09′24″N 16°27′10″E/43,156667 16,452778
- Lukovac Srednji: 1,661 ha; 526 m; wysokość 23 m n.p.m.; 42°46′32″N 16°56′58″E/42,775556 16,949444
- Mišnjak (Unije): 1,660 ha; 464 m; wysokość 4 m n.p.m.; 44°39′34″N 14°17′08″E/44,659444 14,285556
- Fržital: 1,656 ha; 681 m; 45°11′29″N 13°34′31″E/45,191389 13,575278
- Divna: 1,644 ha; 484 m; 43°01′12″N 17°11′57″E/43,020000 17,199167
- Stupa Vela: 1,641 ha; 504 m; 42°57′48″N 17°11′12″E/42,963333 17,186667
- Otočić 1 (Divulje): 1,636 ha; 648 m
- Dragunara: 1,6167 ha; 520 m; 43°51′40″N 15°13′18″E/43,861111 15,221667
- Saskinja: 1,6161 ha; 485 m; 43°23′57″N 16°11′57″E/43,399167 16,199167
- Rončić: 1,6077 ha; 523 m; 43°54′23″N 15°16′26″E/43,906389 15,273889
- Dupinić Veli: 1,6075 ha; 464 m; 43°42′23″N 15°42′48″E/43,706389 15,713333

### Wyspy o powierzchni powyżej 1,3 ha
- Sedlo: pow. 1,585 ha; linia brzegowa 584 m; wysokość 15 m n.p.m.; 43°39′22″N 15°33′26″E/43,656111 15,557222
- Gospin Školj: 1,577 ha; 527 m; 42°56′50″N 17°26′53″E/42,947222 17,448056
- Čerigul: 1,572 ha; 450 m; wysokość 7 m n.p.m.; 43°43′39″N 15°36′39″E/43,727500 15,610833
- Maslinovac (Mljet): 1,566 ha; 488 m; wysokość 19 m n.p.m.; 42°48′14″N 17°22′31″E/42,803889 17,375278
- Lukvenjak: 1,560 ha; 487 m; 43°32′02″N 15°56′51″E/43,533889 15,947500
- Muljica Vela: 1,5508 ha; 511 m; 43°28′28″N 16°00′36″E/43,474444 16,010000
- Šekovac: 1,5502 ha; 499 m; wysokość 6 m n.p.m.; 44°46′42″N 13°55′32″E/44,778333 13,925556
- Maslinjak 2 (Murter): 1,535 ha; 501 m; wysokość 15 m n.p.m.; 43°50′13″N 15°33′17″E/43,836944 15,554722
- Puh: 1,499 ha; 508 m; 43°40′51″N 15°29′44″E/43,680833 15,495556
- Svršata Mala: 1,495 ha; 471 m; wysokość 20 m n.p.m.; 43°51′30″N 15°17′10″E/43,858333 15,286111
- Krpeljina: 1,466 ha; 569 m; wysokość 12 m n.p.m.; 43°45′18″N 15°24′19″E/43,755000 15,405278
- Galešnik: 1,461 ha; 446 m; wysokość 18 m n.p.m.; 43°09′58″N 16°26′17″E/43,166111 16,438056
- Rogačić: 1,4444 ha; 435 m; 42°57′23″N 17°10′13″E/42,956389 17,170278
- Pomerski Školjić: 1,4407 ha; 442 m; wysokość 7 m n.p.m.; 44°49′30″N 13°54′57″E/44,825000 13,915833
- Mala Kneža: 1,4404 ha; 446 m; 42°58′40″N 17°02′50″E/42,977778 17,047222
- Skrižanj Mali: 1,408 ha; 463 m; wysokość 10 m n.p.m.; 43°42′03″N 15°31′12″E/43,700833 15,520000
- Supin: 1,391 ha; 456 m; wysokość 8 m n.p.m.; 44°56′01″N 13°43′23″E/44,933611 13,723056
- Veseljuh: 1,389 ha; 533 m; wysokość 4 m n.p.m.; 43°45′51″N 15°21′57″E/43,764167 15,365833
- Brnjestrovac: 1,379 ha; 471 m; wysokość 20 m n.p.m.; 42°43′00″N 17°36′01″E/42,716667 17,600278
- Mali Dolfin: 1,375 ha; 469 m; 44°41′23″N 14°41′33″E/44,689722 14,692500
- Hrid Podmrčaru: 1,351 ha; 484 m; 42°46′49″N 16°46′30″E/42,780278 16,775000
- Mali Planatak: 1,3452 ha; 464 m; 44°06′46″N 14°57′04″E/44,112778 14,951111
- Hrid Mali Goli (Goli otok): 1,3410 ha; 593 m; 44°49′25″N 14°49′46″E/44,823611 14,829444
- Mali Paržanj: 1,3403 ha; 448 m; 43°02′16″N 16°15′05″E/43,037778 16,251389
- Dužac (Ist): 1,3369 ha; 493 m; wysokość 6 m n.p.m.; 44°15′08″N 14°44′06″E/44,252222 14,735000
- Kamenjak 2 (Korčula): 1,3340 ha; 439 m; wysokość 15 m n.p.m.; 42°58′12″N 16°39′28″E/42,970000 16,657778
- Sestrice 2 (Ist): 1,3331 ha; 425 m; wysokość 9 m n.p.m.; 44°15′31″N 14°43′45″E/44,258611 14,729167
- Ula (Artica Mala): 1,3313 ha; 427 m; 43°52′02″N 15°31′55″E/43,867222 15,531944
- Čavatul: 1,3287 ha; 423 m; 43°56′20″N 15°24′43″E/43,938889 15,411944
- Mrduja: 1,312 ha; 417 m; wysokość 11 m n.p.m.; 42°45′30″N 16°43′30″E/42,758333 16,725000

### Wyspy o powierzchni powyżej 1,1 ha
- Rutvenjak Veli: pow. 1,284 ha; linia brzegowa 448 m; 42°46′18″N 16°47′47″E/42,771667 16,796389
- Vrtlić (Kurba Vela): 1,277 ha; 424 m; wysokość 9 m n.p.m.; 43°41′34″N 15°32′46″E/43,692778 15,546111
- Gusti Školj: 1,267 ha; 404 m; 45°09′50″N 13°35′04″E/45,163889 13,584444
- Sustipanac: 1,256 ha; 473 m; 43°49′46″N 15°37′56″E/43,829444 15,632222
- Školjić Mali: 1,246 ha; 424 m; wysokość 21 m n.p.m.; 43°50′22″N 15°31′06″E/43,839444 15,518333
- Koromašna: 1,231 ha; 471 m; 43°39′24″N 15°41′06″E/43,656667 15,685000
- Sveta Justina: 1,225 ha; 442 m
- Vješala: 1,218 ha; 657 m; 42°39′08″N 18°03′00″E/42,652222 18,050000
- Mala Kotula: 1,211 ha; 434 m; 43°52′17″N 15°26′48″E/43,871389 15,446667
- Kamenjak (Ist): 1,200 ha; 485 m; 44°14′50″N 14°46′01″E/44,247222 14,766944
- Hrid Hripa: 1,197 ha; 645 m; 44°20′18″N 14°35′13″E/44,338333 14,586944
- Sridnjak (Rab): 1,194 ha; 477 m; 44°48′46″N 14°42′05″E/44,812778 14,701389
- Tužbina: 1,191 ha; 445 m; 43°47′22″N 15°36′30″E/43,789444 15,608333
- Babina Guzica: 1,185 ha; 413 m; wysokość 18 m n.p.m.; 43°42′37″N 15°29′54″E/43,710278 15,498333
- Mali Laganj: 1,179 ha; 566 m; 44°42′51″N 14°39′59″E/44,714167 14,666389
- Hrid Sveti Anton: 1,162 ha; 438 m; 45°05′50″N 14°50′23″E/45,097222 14,839722
- Mlin: 1,1591 ha; 424 m; 43°27′01″N 16°14′22″E/43,450278 16,239444
- Lučnjak: 1,1548 ha; 412 m; 42°57′42″N 17°10′16″E/42,961667 17,171111
- Žavinac Mali: 1,1544 ha; 390 m; 43°53′38″N 15°31′09″E/43,893889 15,519167
- Gubeša: 1,1536 ha; 320 m; 42°54′30″N 16°44′31″E/42,908333 16,741944
- Smokvica Mala (Kornat): 1,1420 ha; 524 m; wysokość 7 m n.p.m.; 43°43′26″N 15°29′15″E/43,723889 15,487500
- Mumonja: 1,1411 ha; 429 m; 43°39′07″N 15°53′15″E/43,651944 15,887500
- Hrid Šestakovac: 1,1244 ha; 450 m; wysokość 18 m n.p.m.; 44°27′03″N 15°06′02″E/44,450833 15,100556
- Kamenica: 1,1210 ha; 398 m; 43°42′27″N 15°46′44″E/43,707500 15,778889
- Sestrica Vela (Pelješac): 1,118 ha; 388 m
- Rašipić: 1,113 ha; 400 m; wysokość 12 m n.p.m.; 43°47′03″N 15°17′59″E/43,784167 15,299722
- Školjić (Murter): 1,110 ha; 386 m; 43°49′19″N 15°34′11″E/43,821944 15,569722
- Golić: 1,1051 ha; 434 m; 43°48′48″N 15°16′30″E/43,813333 15,275000
- Pijavica: 1,1037 ha; 607 m; wysokość 8 m n.p.m.; 43°28′33″N 16°11′27″E/43,475833 16,190833

### Wyspy o powierzchni powyżej 1,0 ha
- Božikovac: pow. 1,0942 ha; linia brzegowa 393 m; wysokość 10 m n.p.m.; 43°55′58″N 15°15′11″E/43,932778 15,253056
- Hrid Mišar: 1,0878 ha; 442 m; 44°46′32″N 14°19′08″E/44,775556 14,318889
- Otok Života: 1,0854 ha; 390 m; 42°51′46″N 17°41′39″E/42,862778 17,694167
- Ošljak Veli: 1,0834 ha; 376 m; 43°52′34″N 15°26′18″E/43,876111 15,438333
- Mala Dajnica: 1,0567 ha; 383 m; wysokość 20 m n.p.m.; 43°48′24″N 15°22′36″E/43,806667 15,376667
- Mali Lagan (Lagnići): 1,0417 ha; 372 m; 44°10′01″N 14°48′13″E/44,166944 14,803611
- Dupinić Mali: 1,0409 ha; 379 m; 43°42′40″N 15°42′42″E/43,711111 15,711667
- Srednjak (Pelješac): 1,0400 ha; 374 m; 42°57′03″N 17°27′00″E/42,950833 17,450000
- Mali Otok: 1,0380 ha; 392 m; 44°04′23″N 15°03′48″E/44,073056 15,063333
- Tatišnjak: 1,0304 ha; 382 m; wysokość 8 m n.p.m.; 44°06′26″N 14°57′24″E/44,107222 14,956667
- Dingački Školj: 1,0268 ha; 472 m; wysokość 9 m n.p.m.; 42°54′42″N 17°22′09″E/42,911667 17,369167
- Hrid Stolac: 1,0265 ha; 448 m; 44°49′59″N 14°45′27″E/44,833056 14,757500
- Galicija: 1,0198 ha; 524 m; wysokość 9 m n.p.m.; 42°47′31″N 17°20′05″E/42,791944 17,334722